# Tancheon-Stadion
Das Tancheon-Stadion (kor. 탄천종합운동장), früher Seongnam 2. Sportkomplex, ist ein Fußballstadion in der südkoreanischen Stadt Seongnam, Provinz Gyeonggi-do. In der Nähe befindet sich das Tancheon-Baseballstadion und ein Fitnessstudio. Seit 2005 trägt das Franchise Seongnam FC seine Heimspiele im Tancheon-Stadion aus. Der Verein spielt aktuell in der K League 1, der höchsten Spielklasse des Landes.

## Galerie

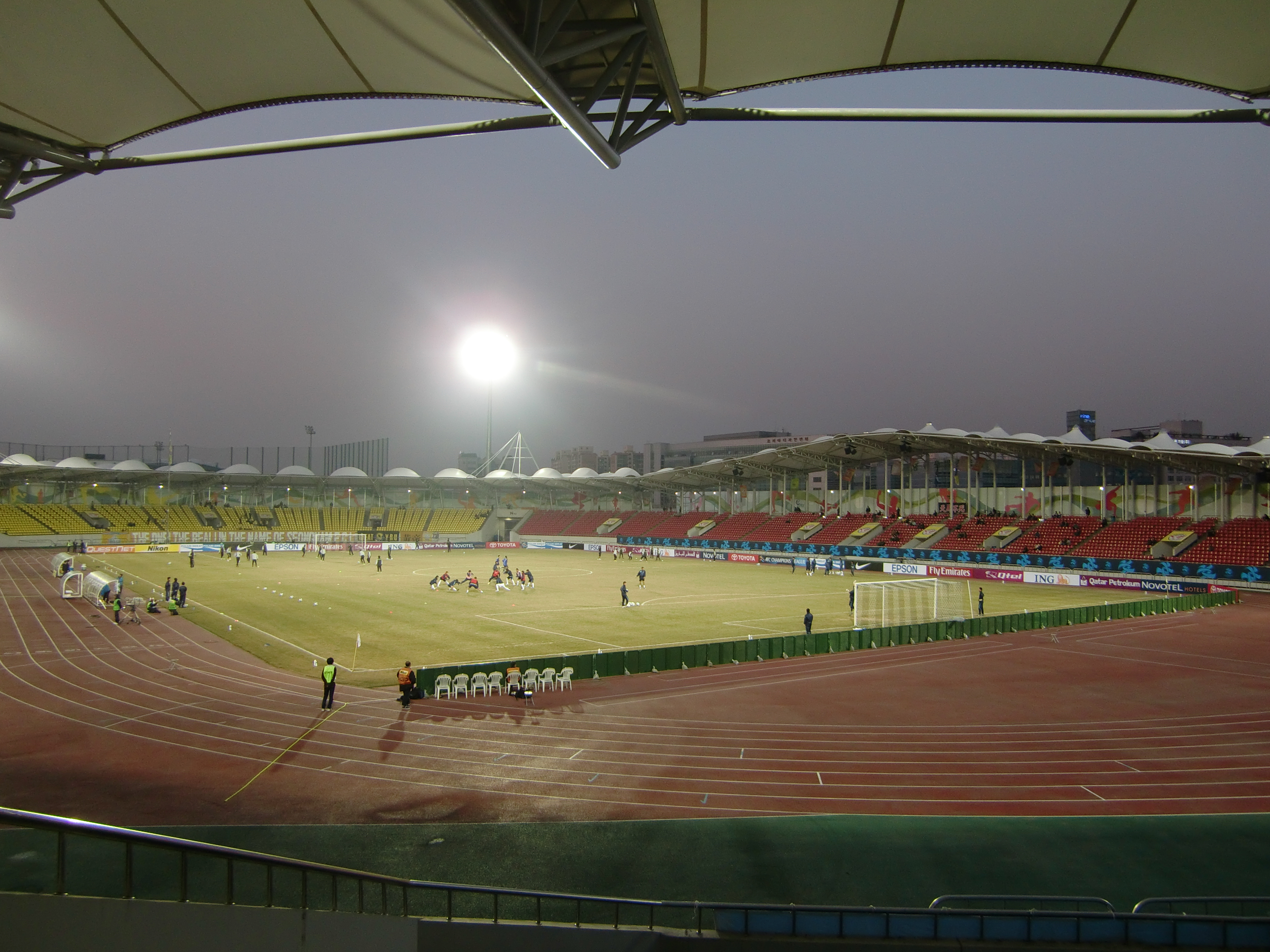
Das Tancheon-Stadion.
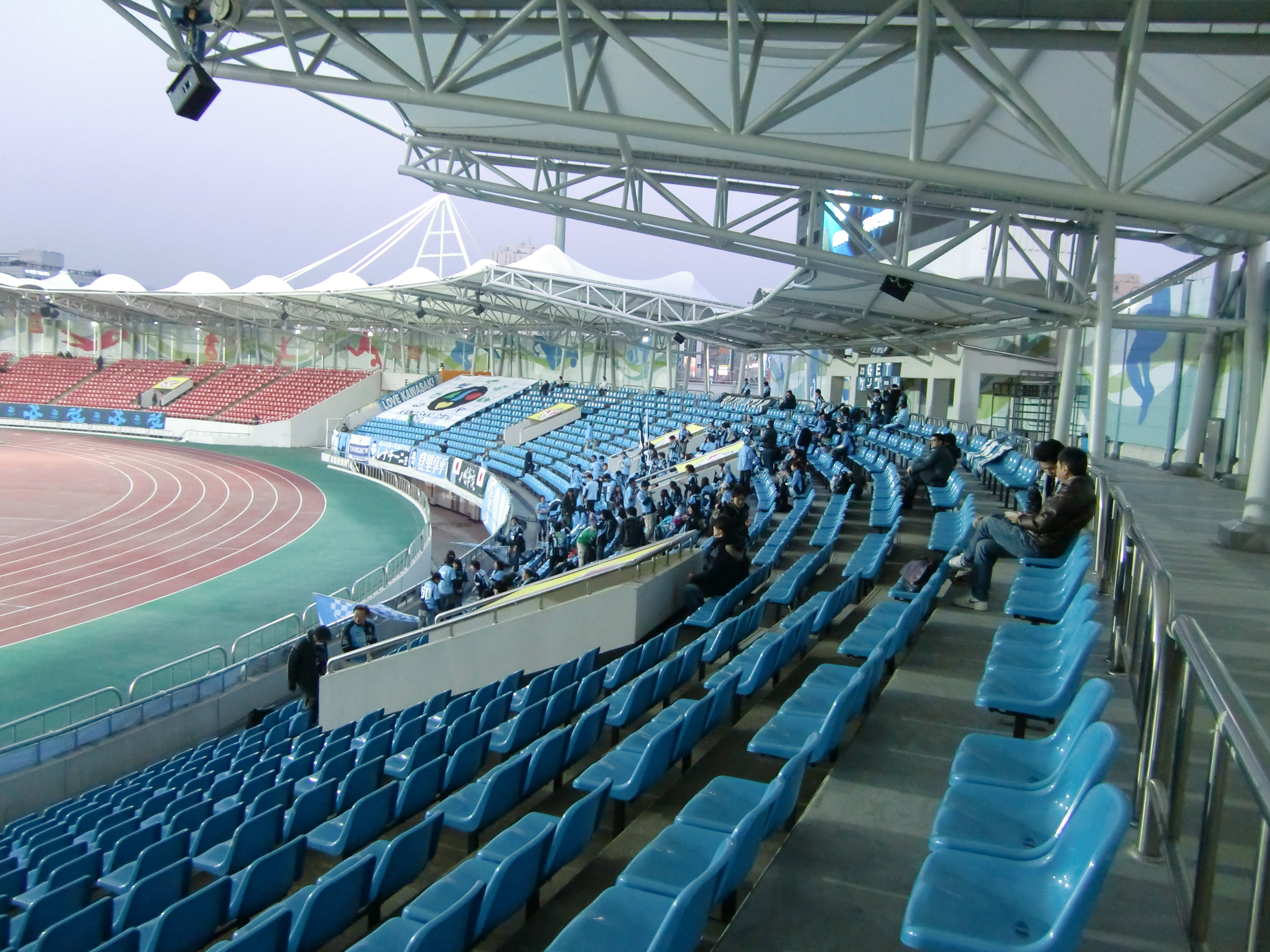
Blick auf den Gästeblock
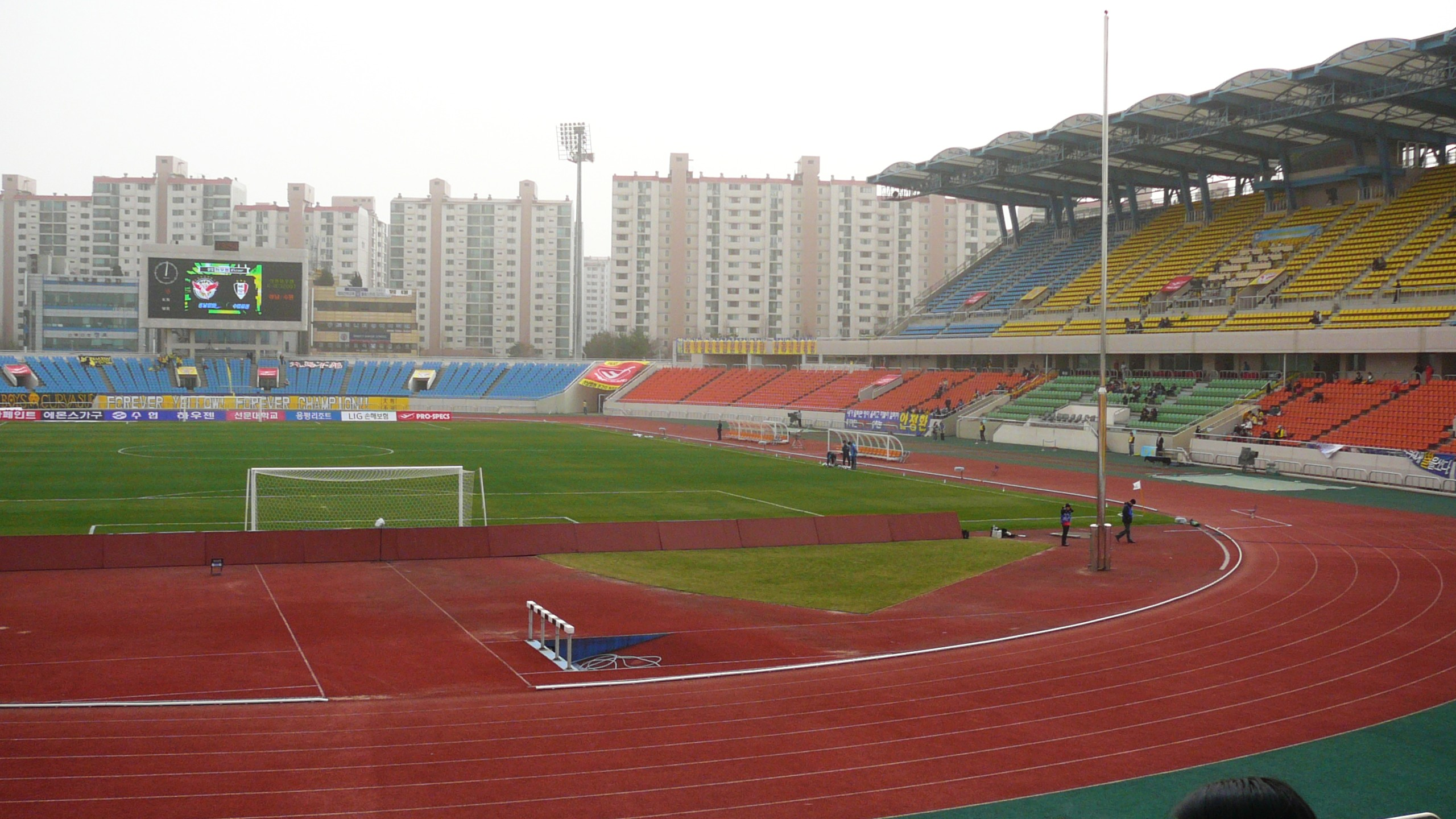
Das Tancheon-Stadion von der Gegentribüne aus (2007)
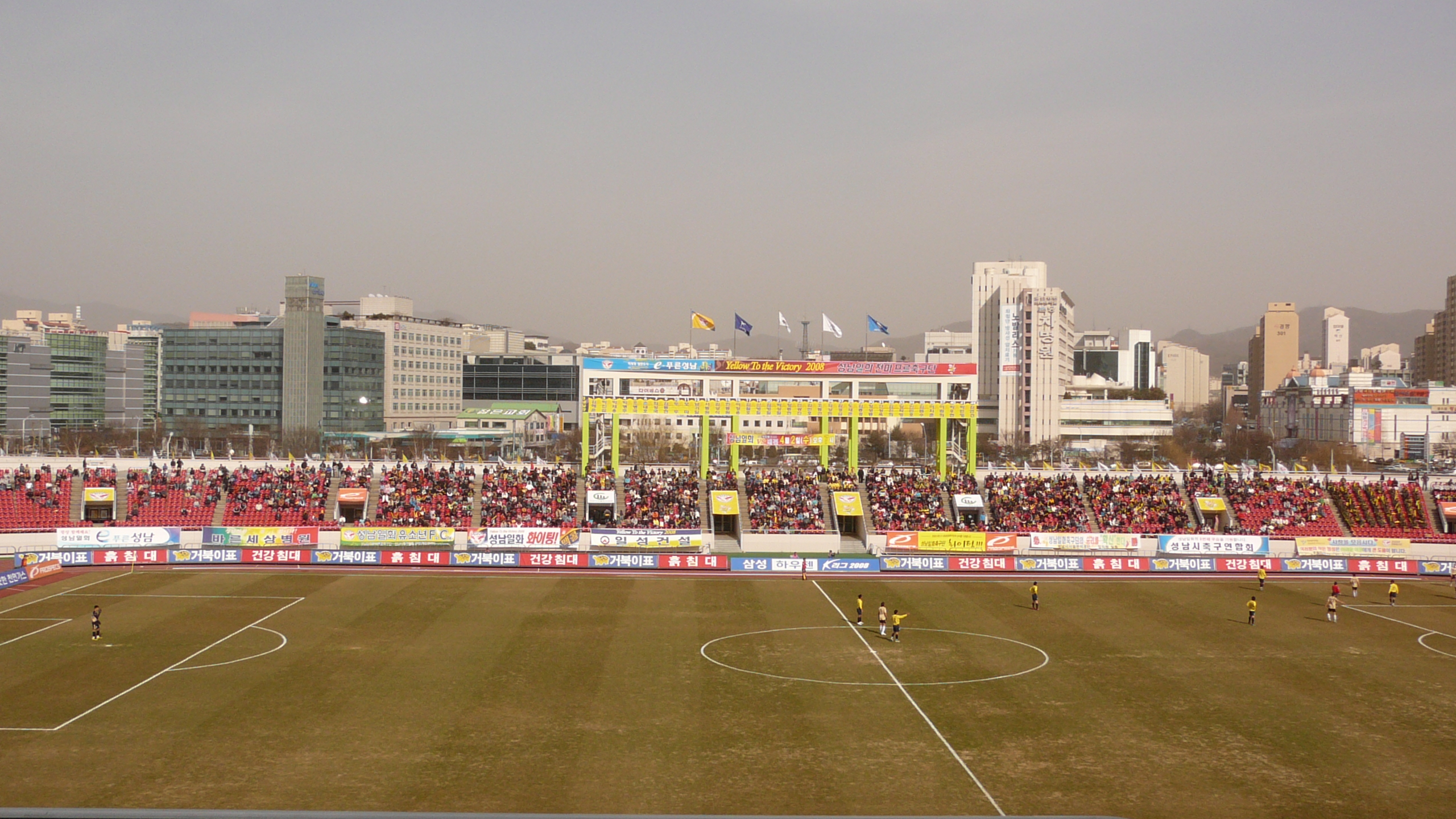
Das Tancheon-Stadion unüberdacht (2008)
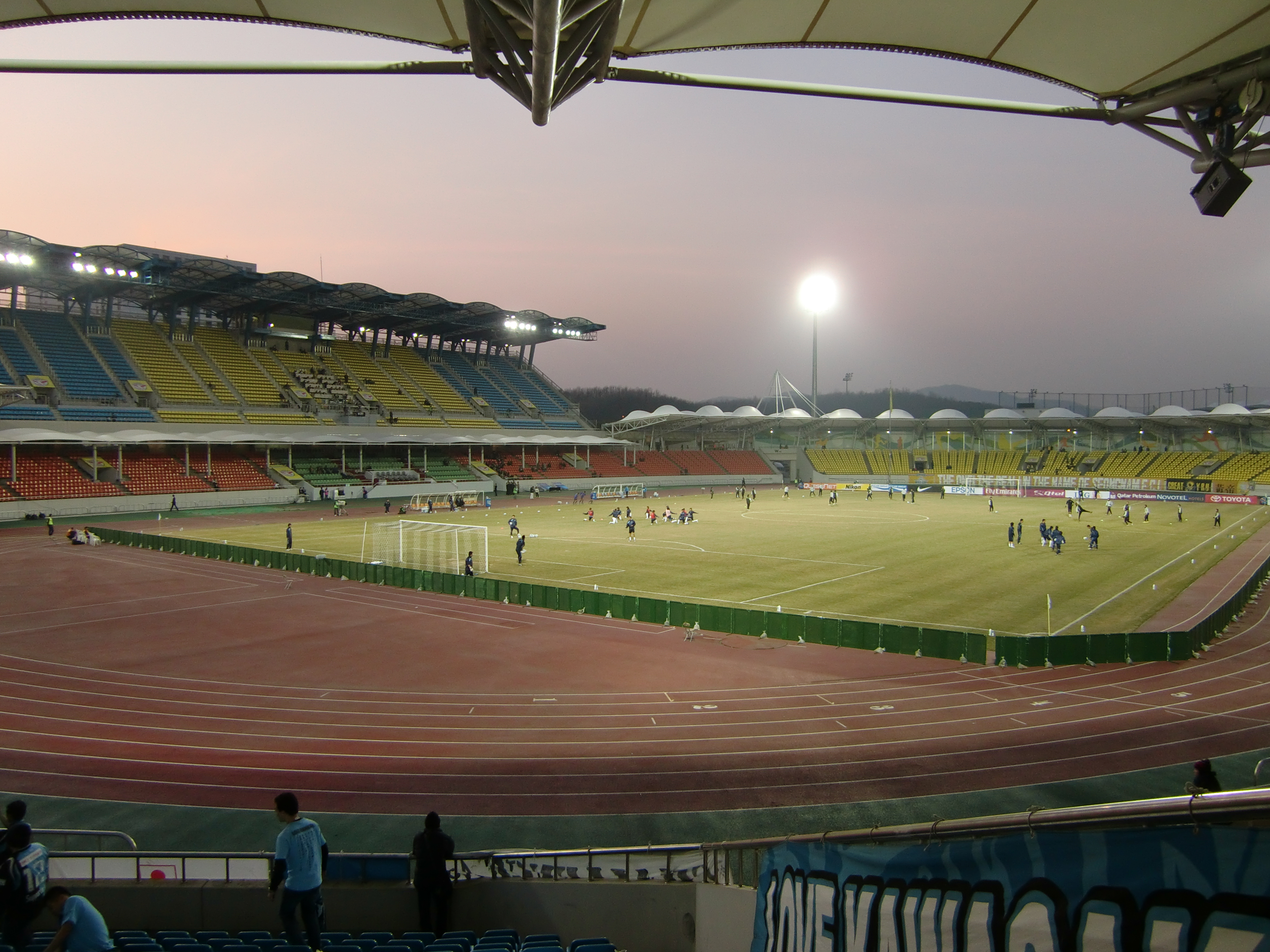
Das Tancheon-Stadion (2010)